# Công viên bang Chugach

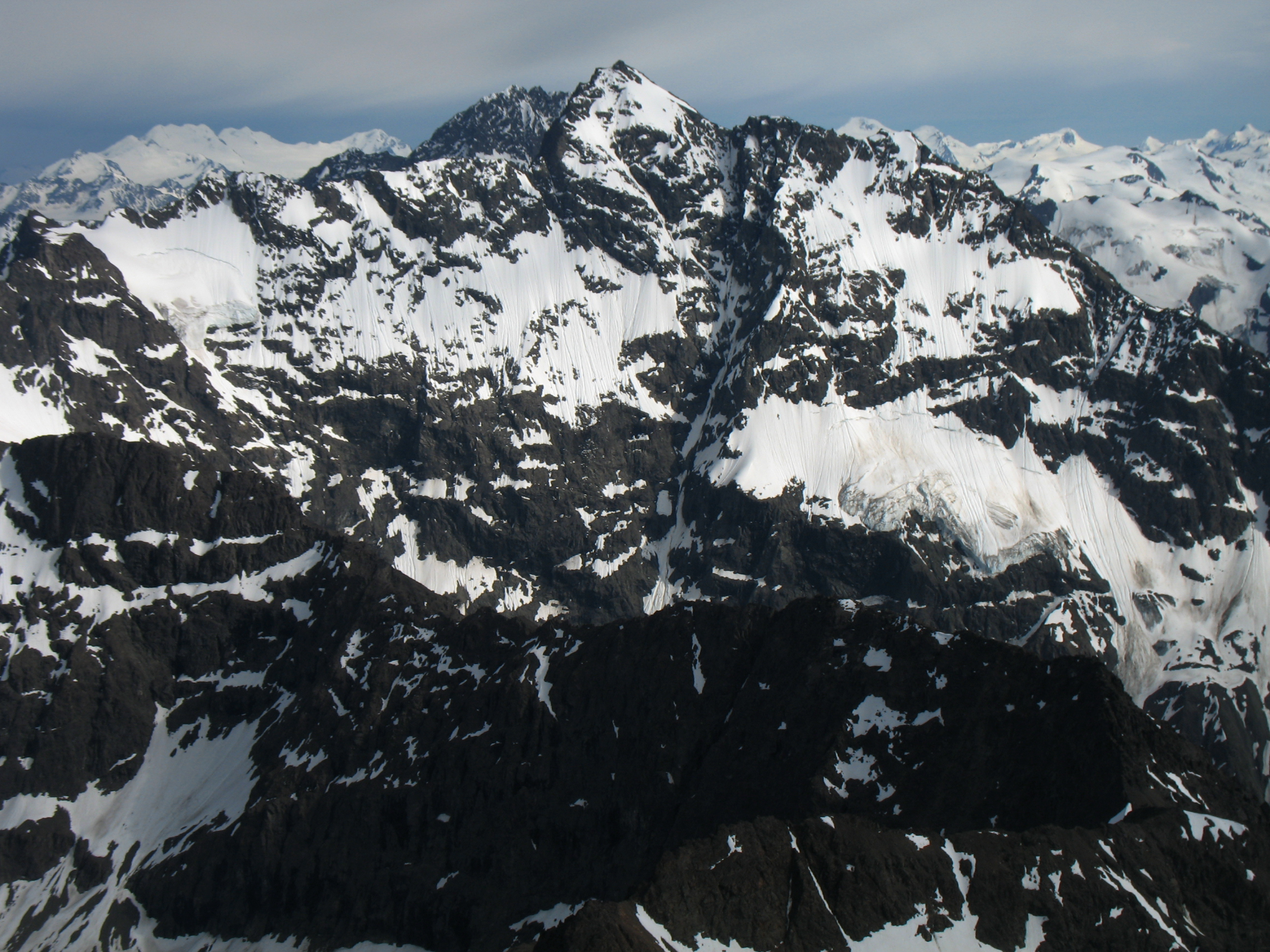
Đỉnh Bashful, ở độ cao 8,005 feet (2.440 mét), là ngọn núi cao nhất trong Công viên bang Chugach.

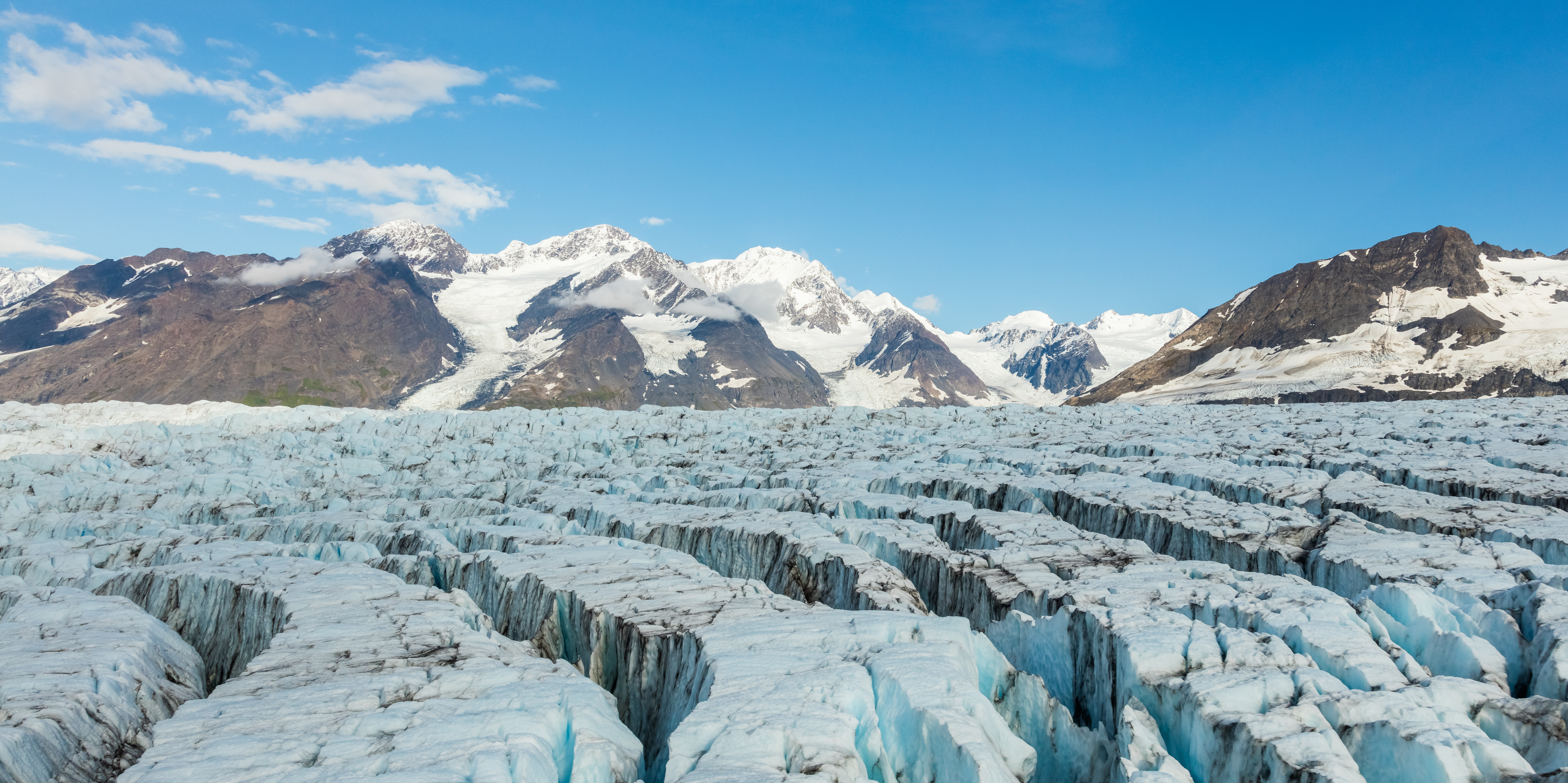
Ảnh chụp từ trên cao của sông băng trong Công viên bang Chugach

Công viên bang Chugach có diện tích 495.204 mẫu Anh (2.004 km2)  ở sát phía đông của Khu vực Anchorage Bowl ở phía nam trung tâm Alaska. Mặc dù chủ yếu ở Khu đô thị Anchorage, một phần nhỏ của công viên ở phía bắc khu vực hồ Eklutna trong vùng lân cận của Đỉnh Pioneer nằm trong Matanuska-Susitna Borough. Được thành lập theo dự luật được Thống đốc Alaska Keith Miller ký thành luật chính thức vào ngày 6 tháng 8 năm 1970, công viên tiểu bang này được tạo ra để cung cấp các cơ hội giải trí, bảo vệ giá trị danh lam thắng cảnh của dãy núi Chugach và các đặc điểm địa lý khác, và đảm bảo sự an toàn của cung cấp nước cho Anchorage. Công viên này được quản lý bởi Công viên bang Alaska, là công viên tiểu bang lớn thứ ba tại Hoa Kỳ, và bao gồm các khu vực khác nhau về mặt địa lý, mỗi khu vực có các điểm tham quan và cơ sở khác nhau. Chỉ có Công viên tiểu bang Anza-Borrego ở California và Công viên bang Wood-Tikchik ở phía tây Alaska là lớn hơn so với công viên này. Săn bắn và câu cá được cho phép ở Chugach theo quy định do Bộ Cá và Săn bắn Alaska thiết lập cho đơn vị quản lý săn bắn 14c. Bắn mục tiêu cố định không được phép trong phạm vi công viên.